# Joshua Cheptegei
Joshua Kiprui Cheptegei (Kapsewui, 1996. szeptember 12.) kétszeres olimpiai bajnok és háromszoros világbajnok ugandai hosszútávfutó, az 5000 méteres és a 10 000 méteres síkfutás világcsúcstartója. 2021-ben, a tokiói olimpián 5000 méteres síkfutásban olimpiai bajnoki címet, 10 000 méteres síkfutásban ezüstérmet szerzett, a 2024-es párizsi olimpián pedig a 10 000 méteres síkfutás olimpiai bajnoka lett. A 2019-es, 2022-es és 2023-as atlétikai világbajnokságokon 10 000 méteres síkfutásban világbajnok volt, míg 2017-ben ezüstérmet szerzett ezen a távon. A 2018-as nemzetközösségi játékokon mind az 5000 méteres, mind a 10 000 méteres síkfutás bajnoka lett, a 2019-es mezeifutó-világbajnokságon 10 kilométeren szintén aranyérmet szerzett.
Cheptegei a tizedik atléta, aki egyidejűleg az 5000 méteres és a 10 000 méteres síkfutás világrekordját is tartja, és az egyetlen, aki mindkét rekordot azonos évben döntötte meg. 2020. augusztus 14-én, a monacói Diamond League versenyen 12:35,36-os új 5000 méteres világcsúcsot állított fel, majd október 7-én Valenciában 10 000 méteren is 26:11,00 perces világcsúcsot futott, mely eredményekkel Kenenisa Bekele másfél évtizedes rekordjait sikerült túlszárnyalnia. Az országúti futásban is több rekordot állított fel: 2018-ban Nijmegenben 15 kilométeren, 2019-ben Valenciában 10 kilométeren, majd 2020-ban Monacóban 5 kilométeren döntötte meg a világcsúcsot.

## Magánélete
Cheptegei a Kenyával határos Kapchorwa körzetben született, kilenc testvére közül a második legidősebbként. Gyermekként labdarúgással és távolugrással próbálkozott, de hamarosan kiderült, hogy kortársainál sokkal tehetségesebb a futásban, mellyel 2013-ban kezdett komolyabban foglalkozni. Két évig nyelveket és irodalmat tanult Kampalában, a Bugema Egyetemen, azonban hogy a sportpályafutására tudjon koncentrálni, tanulmányait az alapképzést követően felfüggesztette. Ettől függetlenül megmaradt az irodalom iránti szeretete; szabadidejében rengeteget olvas. A junior-világbajnokságot követően, 2014-ben az Ugandai Rendőrségnél helyezkedett el. 2018-ban a Nemzetközösségi Játékokon szerzett két aranyérme elismeréseként speciális közrendőrből – négy rangot ugorva – rendőrfelügyelővé léptették elő, majd 2022-ben szerzett világbajnoki címét követően főfelügyelő-helyettesi rangot kapott.
2016 végén megházasodott; felesége Carol Yeko Cheptegei építőmérnök, akitől két gyermeke született, Jethan és Jemima. A házaspár létrehozta a Cheptegei Fejlesztési Alapítványt a tehetséggondozás és a hátrányos helyzetű gyermekek támogatása, oktatásának finanszírozása céljából. Az alapítvány rendszeresen szót emel a társadalmi igazságosság, a nemek közötti egyenlőség és a leánygyermekek oktatásának érdekében is.

## Sportpályafutása

### Junior évek és az első sikerek (2014–2016)
Cheptegei csak a középiskolás évei végén, 2013-ban kezdett komolyabb szinten foglalkozni a futással. Futókarrierje kezdetén országos versenyeken indult, majd 2014 márciusában megnyerte a hazájában megrendezett egyetemi mezeifutó-világbajnokságot. Ezen a versenyen figyelt fel rá a holland Jurrie van der Velden sportmenedzser, és a Global Sports Communication nevű menedzsercég szerződést ajánlott neki. Két hónappal később az indiai Bengaluruban megrendezett TCS World 10k versenyen mutatkozott be először nemzetközi szinten, ahol 28:24 perces idővel második lett a félmaraton világbajnok Geoffrey Kamworor mögött. Július végén az oregoni Eugene-ben rendezett U20-as atlétikai világbajnokságra már a legjobb nevezési idővel utazott el, ahol aranyérmet szerzett 10 000 méteren, három nappal később pedig negyedik lett 5000 méteren.

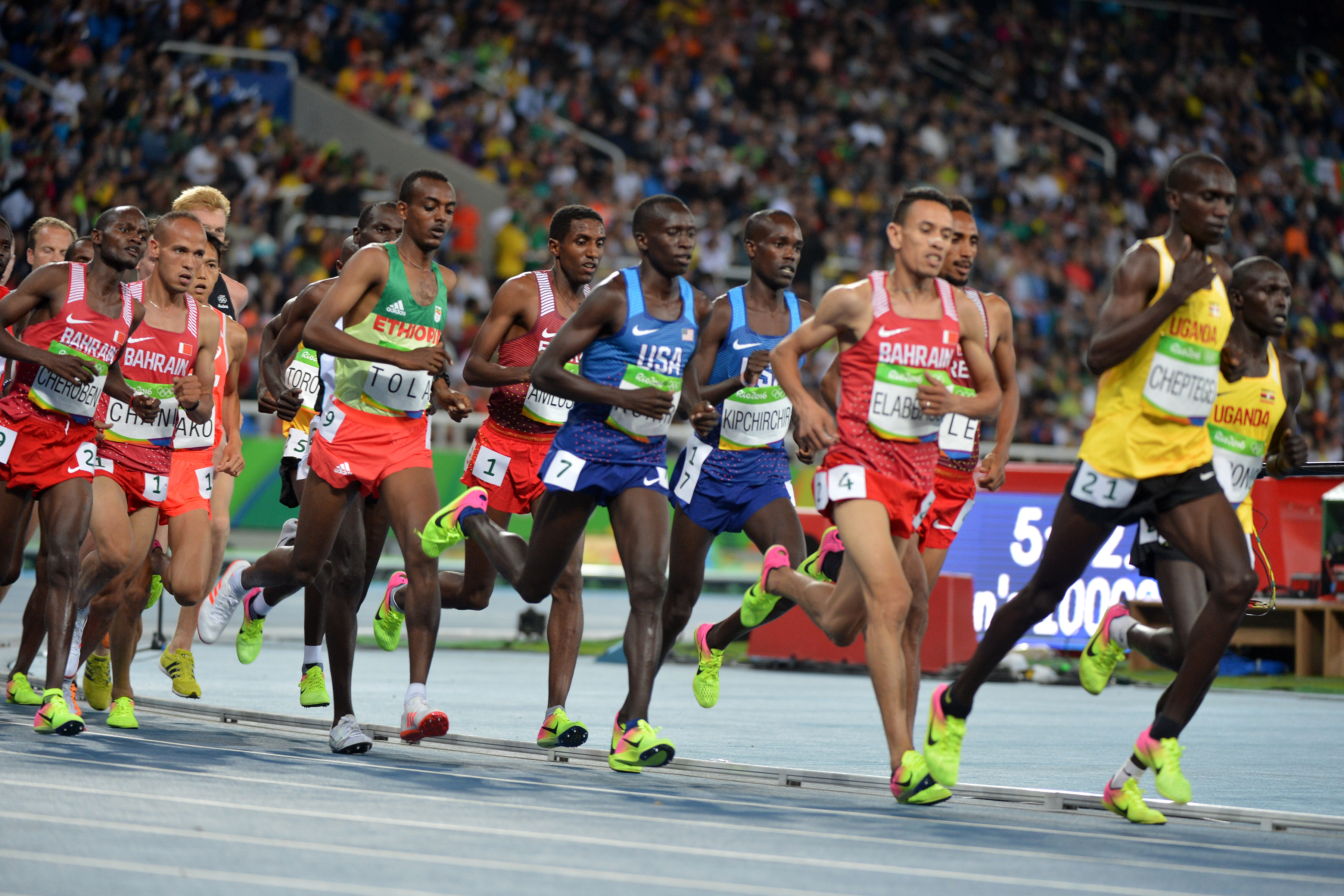
A Rio de Janeiró-i olimpia döntőjében

2015-ben a kenyai Kaptagatba költözött, és Patrick Sang edző irányítása alatt olyan kitűnő atlétákkal edzhetett együtt mint Eliud Kipchoge vagy Kamworor. 2015 március elején aranyérmet nyert 10 000 méteren a junior Afrika-bajnokságon Addisz-Abebában, majd három héttel később a junior korcsoportban a 11. helyen végzett a mezeifutó-világbajnokságon. A 2015-ös pekingi atlétikai világbajnokságon mutatkozott be a felnőtt korcsoprtban, ahol a kilencedik helyen végzett 10 000 méteren. Októberben ugandai országos rekordot állított fel a Grand 10 Berlin országúti 10 km-es versenyen, ahol 27:50-es időeredménnyel győzött, egy hónappal később pedig megnyerte a nijmegeni Zevenheuvelenloopot. Bár a kenyai időszakban látványos fejlődésnek indult, azonban nehezen viselte a családjától való távollétet. Emiatt még abban az évben visszatért Ugandába, ahol menedzsere egy ugandai sportolókból álló csapatot szervezett köré, melynek irányításával a holland Addy Ruiter edzőt bízták meg.
A 2016-os versenyszezont Cheptegei Laredóban kezdte, ahol március 19-én 27:47-es idővel megnyerte a 10 Kms en Ruta Villa de Laredo versenyt, amely egyúttal új országos csúcsot is jelentett számára. Két héttel később Kaliforniában megnyerte a Carlsbad 5000 versenyt. Május 14-én a Diamond League versenysorozat sanghaji nagydíján 5000 méteren második helyen végzett, 13:00,60 egyéni legjobb idővel. A 2016-os Rio de Janeiró-i olimpiai játékokon 27:10,06-os, új legjobb idővel hatodik lett 10 000 méteren, egy héttel később pedig nyolcadik 5000 méteren. Egy hónappal az olimpia után, szeptemberben az amszterdami Dam tot Damloop 10 kilométeres versenyen második helyezést ért el, novemberben pedig a Zevenheuvelenloopon ismét győzni tudott.

### Kudarc és visszatérés (2017–2018)
2017 márciusában Cheptegei részt vett a hazai közönség előtt, Kampalában megrendezett mezeifutó-világbajnokságon. A versenyre egyértelmű esélyesként érkezett; mind edzője, mind Cheptegei aranyéremben reménykedett. A hőségben és magas páratartalomban folyó verseny utolsó körére fordulva 12 másodperces előnnyel vezetett a kenyai Geoffrey Kamwororral szemben. A zsúfolt lelátókon már bajnokként ünnepelték Cheptegeit. Még egy kilométerrel a vége előtt is hét másodperc volt az előnye. Az utolsó 800 méteren azonban teljesen összeomlott, és a 30. helyen támolygott át a célvonalon. Bár az utolsó kilométeren majdnem két percet veszített riválisaihoz képest, azonban legalább az ugandai csapattal sikerült a csapatverseny bronzérmét megszerezniük Etiópia és Kenya mögött. A kudarcot Cheptegei nehezen dolgozta fel. Elmondása szerint hetekig nem mozdult ki otthonról, mert az emberek sajnálata, érdeklődése mindig eszébe juttatta a történteket. A talpra állásban végül családja és menedzsere segített neki, akik mindvégig bíztatták és hitet adtak neki.
Az év további része jobban alakult Cheptegei számára. Májusban az eugene-i Prefontaine Classicon 5000 méteren negyedik helyet szerzett. Július elején ugyanezen a távon harmadik lett a lausanne-i Athletissima versenyen, 12:59,83 perces idővel, ezzel először sikerült 13 perc alatti időt elérnie. A 2017-es atlétikai világbajnokságon, Londonban 10 000 méteren Mo Farah mögött, 26:49,51 perces személyes legjobb idővel ezüstérmet szerzett. Az 5000 méteres távon tervezett indulástól végül sérülés miatt kénytelen volt visszalépni. Az év végén 10 kilométeren, 27:29 perces idővel országos csúcsot futott, míg a Zevenheuvelenloop 15 kilométeres távján – a szeles, esős idő ellenére – 41:13 perces idővel csak három másodperccel maradt el Leonard Komon 2010-ben felállított világcsúcsától.
A 2018 áprilisában, az ausztráliai Gold Coastban megrendezett nemzetközösségi játékokon Cheptegei 5000 méteren, öt nappal később pedig 10 000 méteren állt rajhoz, és mindkét futamot megnyerte a kanadai Mohammed Ahmed előtt. A nemzetközösségi játékok után kialakult térdsérülését követően csak szeptemberben, a hollandiai Dam tot Damloop tízmérföldes utcai futóversenyen tért vissza, ahol 45:15 egyéni legjobb időeredménnyel megnyerte a versenyt. Novemberben ismét indult a Zevenheuvelenloopon, és ezúttal 41:05 perces világcsúccsal, negyedszer is győzni tudott a hollandiai Nijmegenben megrendezett 15 kilométeres versenyen. December végén Kapchorwában súlyos közúti balesetet szenvedett, melynek során egy, a főútra kikanyarodó autó oldalról a gépjárművébe csapódott. A baleset során szerzett sérüléseiből azonban gyorsan felgyógyult.

### Világbajnoki cím (2019)

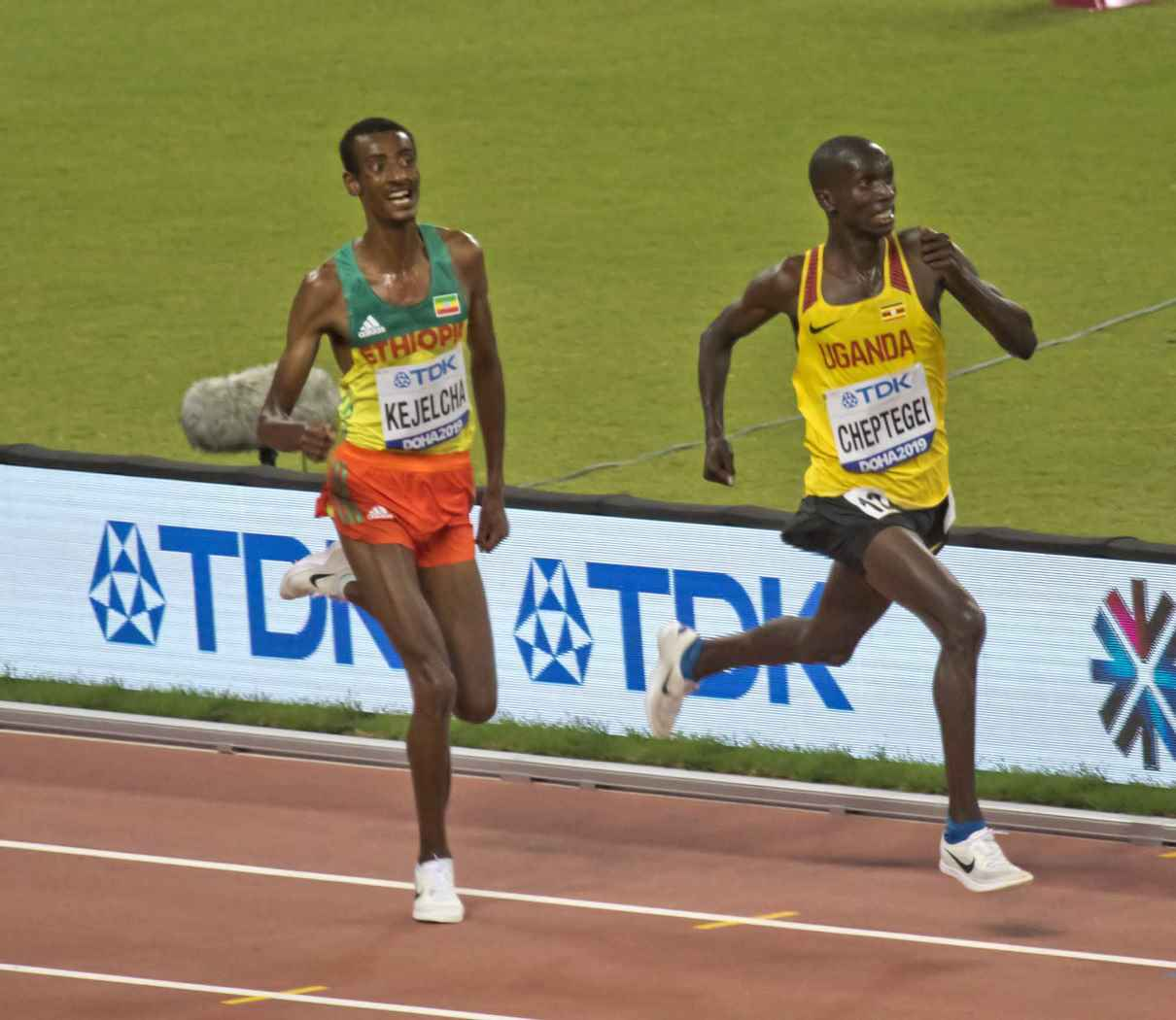
Cheptegei és Kejelcha a döntőben (Doha 2019)

2019 márciusában, a dániai Aarhusban 31:40 perces idővel megnyerte a mezeifutó-világbajnokságot honfitársa, Jacob Kiplimo előtt, és Uganda – első alkalommal – a csapatversenyben is megszerezte az aranyérmet. A 2019-es dohai atlétikai világbajnokságon világbajnoki címet szerzett 10 000 méteren az etióp Yomif Kejelcha és a kenyai Rhonex Kipruto előtt. A 26:48,36 perces győztes ideje egyéni legjobbja és egyúttal az idény legjobb időeredménye is volt ezen a távon. Az utolsó körre fordulva a három futóval az élboly többi tagja nem tudta tartani a tempót. Kétszáz méterrel a cél előtt Kejelcha és Cheptegei tempót váltott és fej fej mellett haladtak a célegyenesig. Az utolsó kanyarban Cheptegeinek sikerült külső íven tartania Kejelchát, majd a kanyarból kiérve még gyorsítani tudott, és 5 méteres előnnyel ért a célba, megszerezve ezzel Unganda első 10 000 méteres világbajnoki címét.
December 1-én a Valencia Trinidad Alfonso országúti futóversenyen 26:38 perces idővel megdöntötte a 10 kilométeres világrekordot. Időeredményével hat másodpercet faragott a kenyai Leonard Patrick Komon által 2010-ben felállított 26:44-es korábbi rekordból. A verseny első kilométerein csapattársai, Roy Hoornweg, Stephen Kissa és Abdallah Mande tartották vele az iramot. A negyedik kilométeren, még féltáv előtt megelőzte az iramfutókat és 13:26 perces idővel érte el az öt kilométert, amely egy másodperccel maradt el a világrekord szintidőtől. A verseny teljes második felét egyedül futva sikerült gyorsítania és végül jelentős előnnyel rekordidőn belül ért célba. „Dániában világbajnok lettem mezei futásban, Dohában 10 000 méteren, és most itt Valenciában világcsúcsot állítottam fel. Micsoda év volt ez!” – nyilatkozta a versenyt követően.

### A világrekordok éve (2020)
Cheptegei számára jól kezdődött a 2020-as olimpiai év. Február 16-án, Monacóban a Monaco Run 5 km-es országúti versenyen 12:51 perces idővel megdöntötte a táv világcsúcsát. Ezzel 27 másodpercet javított a kenyai Rhonex Kipruto korábbi rekordján és egyúttal megjavította a táv valaha feljegyzett leggyorsabb idejét is, melyet Sammy Kipketer 2000-ben, még jóval azelőtt futott, hogy a táv legjobbját az IAAF hivatalos világrekordként ismerte volna. 2020. március 24-én a Nemzetközi Olimpiai Bizottság bejelentette, hogy a koronavírus-világjárvány miatt, a sportolók és a résztvevők egészségének védelme érdekében az olimpiai játékokat egy évvel elhalasztják. Egy héttel később hivatalossá vált, hogy az elhalasztott olimpia 2021. július 23. és augusztus 8. között kerül megrendezésre. A Covid19-világjárvány miatti zárlat időszakának nagy részét szülőföldjén, Ugandában töltötte egy általános iskola kifestésével és nagyszülei zöldségültetvényén való segédkezéssel. Az ugandai kormány júniusban, viszonylag gyorsan enyhített a korlátozásokon, így Cheptegei Addy Ruiter edző irányításával megkezdhette a felkészülést az olimpia helyett kitűzött új célok elérésére.
2020. augusztus 14-én a monacói Diamond League versenyen új világcsúcsot állított fel 5000 méteren, 12:35,36 perces idővel, több mint 22 másodpercet javítva saját korábbi legjobbján. A II. Lajos Stadionban, a járványügyi intézkedések miatt korlátozott számú néző előtt megrendezett versenyen – bár a hőmérséklet és a páratartalom nem volt ideális – Cheptegei és az iramfutók már az első köröktől kezdve hatalmas iramot diktáltak. A táv felénél az iramfutók elfogytak előle, egyedül a kenyai Nicholas Kimeli tudta tartani vele a tempót még egy körön keresztül. A táv második felében egyedül futva sikerült tartania a 61 másodperces köridőket és két másodperccel megjavította az etióp Kenenisa Bekele 2004-ben felállított – tizenhat éven keresztül fennálló – 12:37,35 perces világrekordját.
Mindössze ötvennégy nappal később, 2020. október 7-én Valenciában a holland NN Running Team szervezte World Record Day rendezvény egyértelmű célkitűzése a 10 000 méteres síkfutás világrekordjának megdöntése volt. A rekordkísérleten olyan iramfutók segítették Cheptegeit, mint a korábbi holland bajnok Roy Hoornweg, valamint az ausztrál Matthew Ramsden és a kenyai Nicholas Kipkorir, akik a 2019-es világbajnokságon mindketten döntősök voltak. A sportrendezvényen alkalmazták a Nemzetközi Atlétikai Szövetség által 2018-ban engedélyezett Wavelight technológiát, amely a pálya belső oldalán villogó fényekkel jelzi az adott tempót. Az első 5000 métert 13.07,73 alatt, egy másodperccel a világrekord részidőn beül teljesítették, amikor Kipkorir átengedte a vezetést Cheptegeinek. Bár 6000 méternél kívül került a részidőn, azonban az utolsó négy kilométeren új erőre kapott és körről-körre növelni tudta a világrekorddal szembeni előnyét. Végül 26:11,00 perces idővel, 6,53 másodperccel sikerült túlszárnyalnia Bekele 2005 óta fennálló 10 000 méteres világrekordját. Cheptegei a rekorddöntés után úgy nyilatkozott, hogy Bekelének nagy szerepe volt abban, hogy elkezdett komolyan foglalkozni a futással; mindig is nagy inspirációt és motivációt jelentett számára.

### Olimpiai bajnoki cím és ezüstérem (2021)
2021 februárjában a Monaco Run 5 km-es országúti versenyen 13:11 perces időeredménnyel megvédte címét. Áprilisban az olimpiai játékokra való felkészülés részeként részt vett a Mandela Nemzeti Stadionban megrendezett ugandai nemzeti bajnokságon, 1500 méteres távon, ahol 3:37,36 perces egyéni legjobb idővel a 3. helyen végzett. Májusban az Ostravában megrendezett Golden Spike versenyen megkísérelte megdönteni Daniel Komen 3000 méteres világrekordját, de a verseny felénél nem tudta tartani a tempót, és végül 7:33,24 perc alatt ért célba, amely bár szintén egyéni rekord volt, de több, mint 10 másodperccel elmaradt a világcsúcsról. Alig egy hónappal később 5000 méteren indult a labdarúgó Európa-bajnokság miatt Róma helyett Firenzében megrendezett Gyémánt Liga versenyen, ahol – bár egy ideig vezetett – meg kellett elégednie a 6. hellyel.
A 2020-ról elhalasztott tokiói olimpiára – világcsúcstartóként – mind az 5000 méteres, mind a 10 000 méteres síkfutásban esélyesként érkezett. 2021. július 30-án 10 000 méteren az etióp Selemon Barega mögött 27:43,63 perces idővel ezüstérmet szerzett, míg a bronzérmes honfitársa, Jacob Kiplimo lett. Az utolsó négyszáz méteren Barega elszakadt az élbolytól, és csak Kiplimo és Cheptegei tudta tartani vele a tempót. Cheptegei a célegyenesben óriásit hajrázva Kiplimót megelőzte és majdnem utolérte Baregát is, azonban 41 századmásodperccel elmaradt az első helyezettől. Egy héttel később, 2021. augusztus 6-án az 5000 méteres síkfutás döntőjében 12:58,15 perces időeredménnyel sikerült megszereznie az olimpiai bajnoki címet a kanadai Mohammed Ahmed és az amerikai Paul Chelimo előtt. Győztes ideje kevesebb mint fél másodperccel volt lassabb Kenenisa Bekele olimpiai rekordjánál. Cheptegei ötszáz méterrel a cél előtt átvette a vezetést és sikerült pár méterrel leszakítani a riválisait. Bár a dobogós helyezésekért óriási harc folyt az utolsó körben, azonban sikerült megőrizni az előnyét. „Ez egy igazán nagyszerű pillanat. A 10 000 méteren elkövettem egy kis hibát, és sajnáltam, hogy ezüstérmes lettem. Azért jöttem ide, hogy olimpiai bajnok legyek, és az álmom ma – ezen a gyönyörű estén – valóra vált.” – nyilatkozta a győzelmet követően.

### Világbajnoki címvédések (2022–2023)

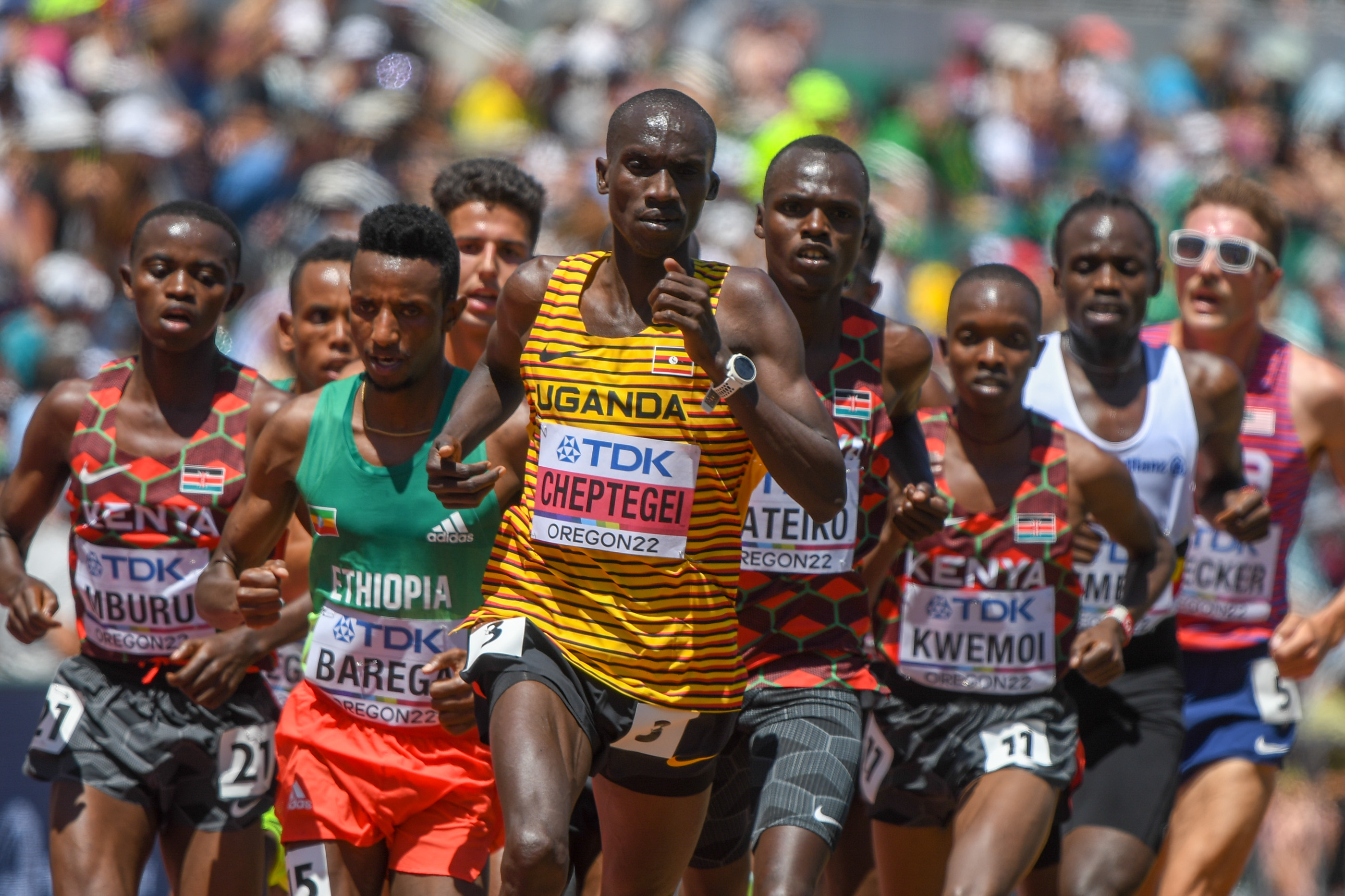
Az oregoni világbajnokság döntőjében

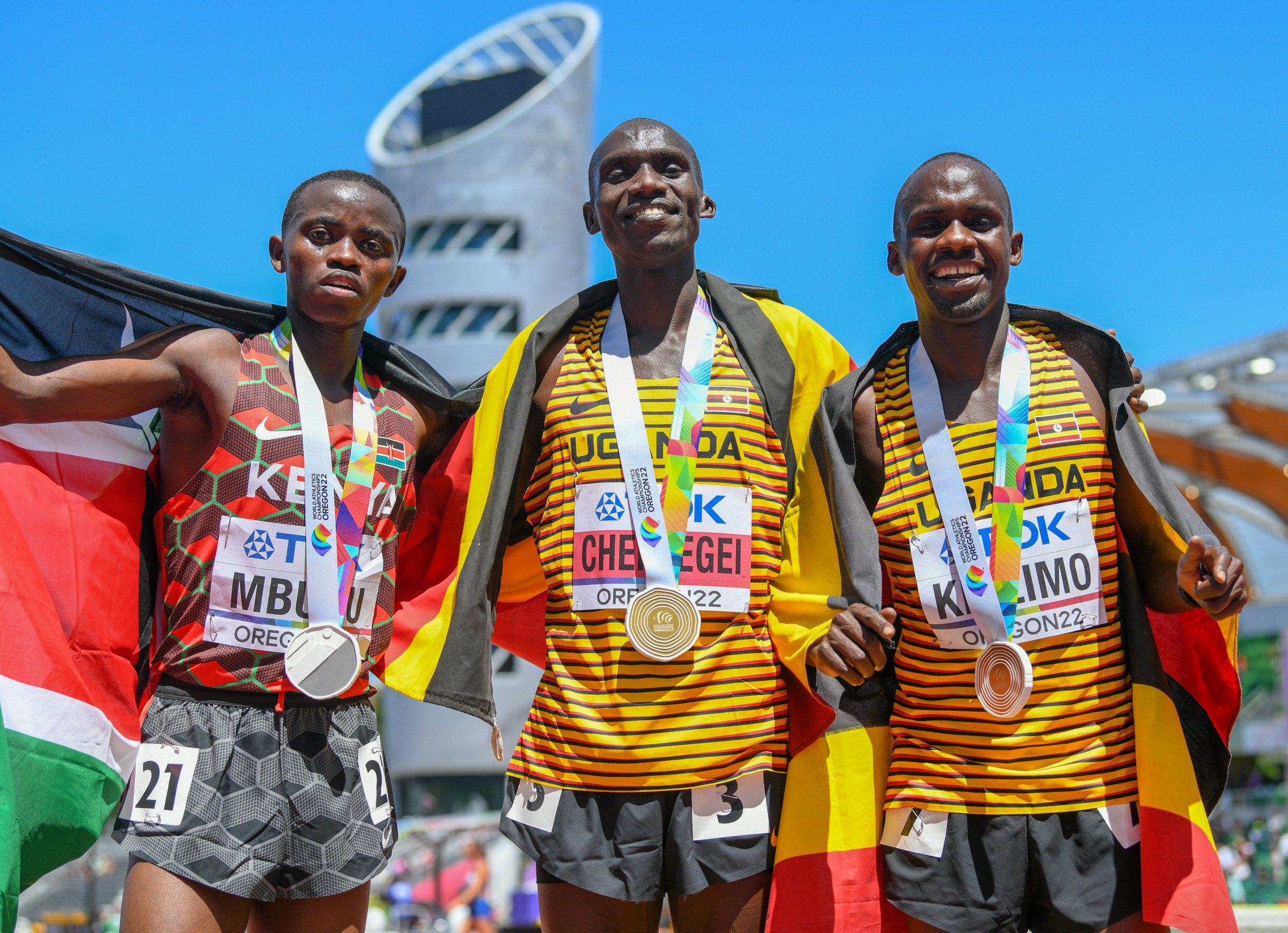
A síkfutás dobogósai: Stanley Waithaka Mburu, Joshua Cheptegei és Jacob Kiplimo (Eugene, USA)

A 2022-es versenyszezont kitűnő formában kezdte. Március 6-án 26:49 perces szezoncsúccsal megnyerte a cannes-i 10 km-es versenyt, amely minden idők hatodik leggyorsabb ideje ezen a távon. A másodikként beérkező kenyai Samuel Habtomnál és bronzérmes honfitársánál Abel Sikowonál több mint egy perccel jobb időeredményt ért el. Május 27-én a Prefontaine Classicon 12:57,99 idővel megnyerte a 5000 méteres promóciós futamot. Bár a versenyszámot világrekord-kísérletként harangozták be a szervezők, sokan kétkedéssel fogadták, hogy másfél hónappal a világbajnokság előtt – a formaidőzítés miatt – erre képes lesz. Végül több, mint 22 másodperccel elmaradt saját világcsúcsától.
Cheptegei számára az év főversenye egyértelműen az oregoni Eugene-ben megrendezett atlétikai világbajnokság volt, amelyet a 2020. évi nyári olimpiai játékok elhalasztása miatt, az eredeti 2021. augusztusi időpont helyett 2022. július 15. és 24. között tartottak. A világbajnokság 10 000 méteres döntőjében 27:27,43 perces idővel sikerrel védte meg világbajnoki címét; aranyérmet szerzett a kenyai Stanley Mburu és az ugandai Jacob Kiplimo előtt. A döntőben egészen 9000 méterig a mezőny nagy része, egy tizenöt főből álló élboly együtt haladt, és az utolsó körre fordulva is még nyolcan versenyben voltak a dobogós helyekért. Cheptegei a kanyarban átvette a vezetést, azonban az etióp Selemon Barega, Tokió olimpiai bajnoka az egyenesben felfutott rá. Cheptegei fokozta a tempót és az utolsó kanyarban sikerült előnyre szert tennie, amelyet a célig meg is őrzött. A célegyenesben Mburu és Kiplimo, majd végül az amerikai Grant Fisher is megelőzte Baregát. A világbajnokság zárónapján az 5000 méteres síkfutás döntőjében is rajthoz állt, ahol bár az első körökben vezette a mezőnyt, végül 13:13,12 perces idővel csak a 9. helyen ért célba. A futamot a norvég Jakob Ingebrigtsen magabiztosan nyerte, 13:09,24 időeredménnyel a kenyai Jacob Krop és az ugandai Oscar Chelimo előtt.
A versenyszezon zárásaként december 31-én megnyerte a tradicionális San Silvestre Vallecana 10 km-es utcai futóversenyt Madridban. A táv nagy részén szoros csatát vívott, a marokkói születésű spanyol Mohamed Katirral, a verseny 2021-es győztesével, azonban az utolsó két kilométeren sikerült leszakítania magáról, és végül 27:09 perces idővel, tíz másodperccel a spanyol előtt célba érve megnyerte a versenyt.

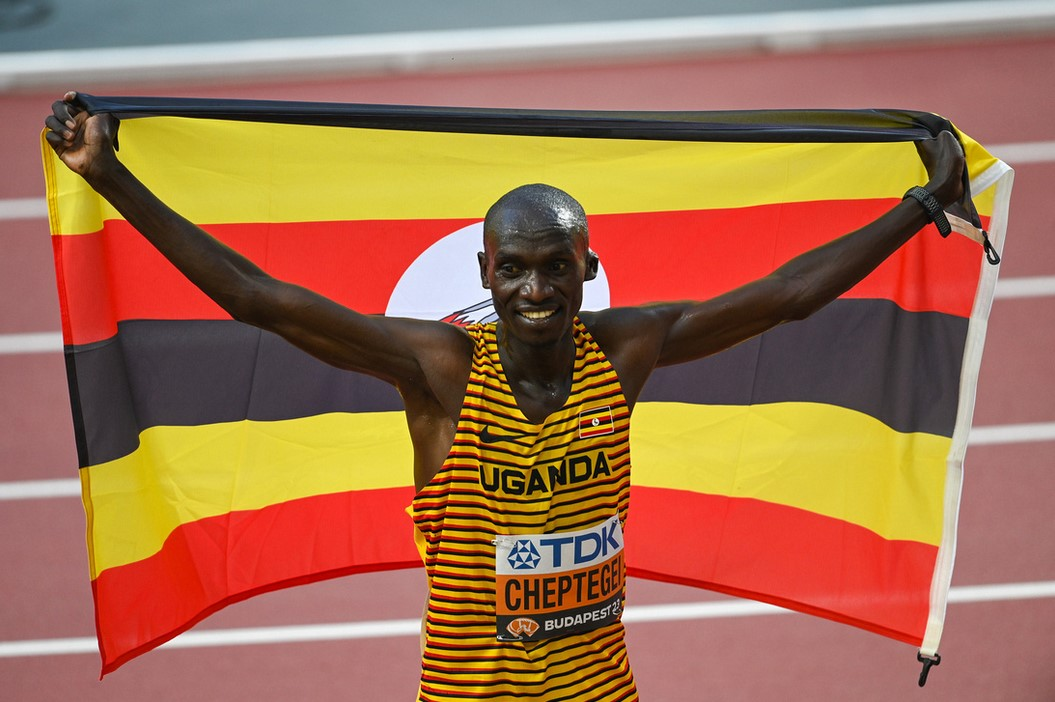
Budapesten, a harmadik világbajnoki címet ünnepelve

A 2023-as versenyszezont Cheptegei az ausztrál Bathurstben február 18-án megrendezett mezeifutó-világbajnokságon kezdte. A versenyre címvédőként érkezett, azonban az erős mezőnyben többen is jó eséllyel pályáztak a dobogós helyekre. A verseny első köreiben a mezőny hátsó felében futott, azonban a táv felénél felzárkózott az élbolyhoz és átvette a vezetést. Az utolsó két körre fordulva a Cheptegei, honfitársa, a félmaratoni világcsúcstartó Jacob Kiplimo, a kétszeres világbajnok kenyai Geoffrey Kamworor és az etióp Berihu Aregawi elszakadt a mezőnytől és több, mint öt másodperces előnyre tett szert. Kiplimo az utolsó körben kivált az élbolyból és magabiztos előnnyel, 29:17 perces időeredménnyel megnyerte a versenyt. Másodikként Aregawi ért célba, míg Cheptegeinek szoros befutóval sikerült megőriznie a harmadik helyet – a hatalmasat hajrázó – Kamwororral szemben. A csapatversenyben Uganda – Kenya és Etiópia mögött – bronzérmet szerzett.
A március 19-én, New Yorkban megrendezett United Airlines NYC Half félmaratoni verseny ismét Cheptegei és Kiplimo, a félmaratoni táv világcsúcstartója párharcát hozta. Amíg azonban Kiplimo kifejezetten a mezeifutó-világbajnokságra és erre a versenyre időzítette felkészülését, addig Cheptegei úgy nyilatkozott, hogy elődleges célja 2023-ban a 10 000 méteres világbajnoki címének megvédése, és ez a félmaraton fontos része a felkészülésének. A versenyt végül Kiplimo magabiztosan nyerte 1:01:31 időeredménnyel, míg Cheptegei 1:02:09 idővel a második helyen ért célba a marokkói Zouhair Talbi előtt.
A budapesti atlétikai világbajnokság 10 000 méteres döntőjében, 2023. augusztus 20-án, 27:51,42 perces időeredménnyel ismét sikerült megvédenie világbajnoki címét. Ezzel ő lett a negyedik atléta, akinek egymás követő három világbajnokságon sikerült 10 000 méteren aranyérmet szereznie, követve a négy-négy világbajnoki címmel rendelkező, etióp Haile Gebrselassiét és Kenenisa Bekelét, valamint a britek háromszoros világbajnokát, Mo Farah-t. A döntőben – az egy évvel korábbi oregoni döntőhöz hasonlóan – az utolsó körben hatalmas csatát vívott a szám olimpiai bajnokával, az etióp Selemon Baregával, aki az utolsó kanyarban felfutott rá. Cheptegeinek a célegyenesben sikerült ismét ritmust váltania és magabiztos előnnyel megnyerte a versenyt. Az utolsó métereken a kenyai Daniel Simiu Ebenyo óriásit hajrázva megelőzte az erejével elkészült Baregát, és megszerezte az ezüstérmet. Bár Cheptegei 5000 méteren is kvalifikálta magát a világbajnokságra, azonban a 10 000 méteres döntőben kiújult sérülése miatt végül visszalépett az indulástól.
Cheptegei már a világbajnokság előtt bejelentette, hogy decemberben indul a Valencia maratonon. Elmondta, hogy a 2024-es párizsi olimpiáig továbbra is a pályaszámokra koncentrál, azonban úgy érezte, hogy eljött az ideje, hogy kitágítsa látókörét a maratoni távra is. Kiemelte, hogy a legfontosabb, hogy élvezze a versenyt, és megfelelő tapasztalatokat szerezzen az új kihívást jelentő távon. A világbajnokságot követően a maratoni felkészülés érdekében módosította edzéstervét és számos hosszú futást épített be abba; heti futómennyisége ebben az időszakban 140–180 km volt. A 2023. december 3-án megrendezett versenyt az etióp Sisay Lemma nyerte 2:01:48-as idővel, amely minden idők negyedik leggyorsabb maratoni ideje. Cheptegei a félmaratoni távig a hétfős élbollyal tartott, azonban a táv második felében jelentősen lelassult és végül 2:08:59-es idővel, a 37. helyen végzett az első maratoni versenyén.

### A második olimpiai bajnoki cím (2024)
Bár Cheptegei számára 2024-ben az egyértelmű cél a párizsi olimpiára való felkészülés volt, azonban az év első hónapjaiban nem a pályaszámokra koncentrált. A spanyolországi Laredoban március 16-án megrendezett Villa de Laredo 10 km-es országúti versenyen – melynek kimondott célja a világcsúcs megdöntése volt – az etióp Yomif Kejelcha mögött 26:53-as idővel a második helyen végzett. Kejelcha győztes, 26:37-es időeredménye végül mindössze 13 másodperccel maradt el Rhonex Kipruto 2020-ban felállított, 26:24-es világrekordjától.
Március 30-án a belgrádi mezeifutó-világbajnokságon – szoros versenyben – Cheptegei egyéni hatodik helyezést szerzett, 28:24-es idővel. A táv háromnegyedéig egy nagyobb élbolyban több, a győzelemre esélyes versenyző együtt futott. Ekkor Cheptegei honfitársával, a címvédő Jacob Kiplimoval átvette a vezetést, azonban Kiplimo az utolsó körben elkezdett elszakadni a csoporttól, és csak az etióp Berihu Aregawi és a kenyai Benson Kiplangat tudta tartani vele a lépést. Végül Kiplimo megőrizte előnyét, és 28:09-es idővel megvédte világbajnoki címét. A második helyen – ugyanúgy, mint 2023-ban – Aregawi ért célba, a bronzérmet pedig Kiplangat szerezte meg. A csapatversenyben Uganda – Kenya mögött – ezüstérmet szerzett.
Az olimpia előtt mindössze két pályaversenyen indult, mindkét alkalommal az 5000 méteres versenyszámban. Az USATF Los Angeles Grand Prix-n május 17-én 12:52,38 idővel Selemon Barega és Berihu Aregawi mögött bronzérmes lett, míg május 30-án az osloi Diamond League versenyen 12:51,94 időeredménnyel csupán a kilencedik helyet szerezte meg.
Cheptegei a párizsi olimpia 10 000 méteres döntőjében, 2024. augusztus 2-án 26:43,14 perces idővel olimpiai bajnoki címet szerzett, mely időeredménnyel több, mint tizennyolc másodperccel megdöntötte Kenenisa Bekele 16 évvel korábban, a pekingi olimpián felállított olimpiai rekordját. A Stade de France-ban megrendezett izgalmas döntőn a Berihu Aregawi, Yomif Kejelcha és az olimpiai címvédő Selemon Barega alkotta etióp trió a verseny elejétől kezdve – az élen egymást váltogatva – hatalmas tempót diktált. Ennek ellenére nem tudták leszakítani az élmezőnyt. A féltávnál Aregawi állt az élen, azonban az első húsz helyezett (ezek között az ekkor a 15. helyen lévő Cheptegei) az olimpiai rekord részidején belül volt. Bár az etiópok továbbra is igyekeztek felőrölni a többi futót, az utolsó két körre fordulva tizenketten maradtak még versenyben a győzelemért. Hatszáz méterrel a cél előtt Cheptegei átvette a vezetést, és tovább fokozta az addig is jóval az olimpiai rekordon belüli tempót. Aregawi, Kejelcha, a kanadai Mohammed Ahmed, az amerikai Grant Fisher és honfitársa Jacob Kiplimo igyekezett felzárkózni rá, de az utolsó körre fordulva már egyértelmű volt az előnye. A célegyenesben Aregawi óriási sprinttel megelőzte Fishert, és így megszerezte a második helyet, azonban már nem jelentett veszélyt Cheptegei győzelmére. A mezőny erősségét és a verseny kiélezettségét jól mutatja, hogy az első tizenhárom helyezett a korábbi olimpiai rekordidőn belül ért célba. „Nem tudom leírni ezt az érzést. […] Amikor Tokióban ezüstérmet szereztem, csalódott voltam. Meg akartam nyerni a 10 000 métert. […] Tizenhat évvel ezelőtt, amikor a nagyszerű Kenenisa Bekele győzelmét néztem Pekingben, volt valami, ami elkezdett nőni a szívemben. Azt mondtam, hogy egyszer, egy napon én is olimpiai bajnok akarok lenni.” – nyilatkozta Cheptegei a győzelmét követően.
Az olimpiát követően, az év hátralévő részében visszatért az utcai futóversenyekhez. 2024. szeptember 22-én, az Amszterdam és Zaandam között megrendezett Dam tot Damloop tízmérföldes versenyen, 45:18 idővel második helyen végzett, az etióp Muktar Edris, 2017. és 2019. 5000 méteres világbajnoka mögött. Október 20-án az indiai Delhiben megrendezett félmaratoni futóversenyen megszerezte első félmaratoni győzelmét, 59:46-os időeredménnyel. A versenyen sokáig a kenyai Alex Matata és Nicholas Kipkorir mögött haladt, azonban az utolsó két kilométeren sikerült maga mögé utasítani őket.

### Maratoni tervek (2025)
Cheptegei nyilatkozataiban egyértelművé tette, hogy a jövőben a maratoni távra kíván koncentrálni, és végleges búcsút vesz a pályaversenyektől. Elmondta, hogy a maratoni távra való átállás tudatos döntés volt, amely új kihívásokat és lehetőségeket kínál számára. Hangsúlyozta, hogy még a felkészülés kezdeti szakaszában van, és célja, hogy tanuljon a táv nagyjaitól, különösen Benson Kiprutótól és Deresa Geletától.
2025. március 2-án a Tokiói Maratonon 2:05:59-es idővel kilencedik helyen végzett, ezzel három percet javított a 2023-as valenciai maratoni debütálásán elért 2:08:59-es eredményén. A 13–16 °C-os hőmérsékletben zajló versenyen az esélyesek kezdettől erős tempót diktáltak és az első féltávot kiemelkedő, 1:01:17-tel teljesítették. Cheptegei és csapattársa, Stephen Kissa féltávnál az üldözőbolyban futott, mintegy ötven másodperces hátrányban. A versenyt végül az etióp Tadese Takele nyerte 2:03:23 idővel, Derese Geleta a második, míg Vincent Ngetich a harmadik helyen végzett. Cheptegei a hajrában több versenyzőt is megelőzött, és a kilencedik helyen ért célba. Eredményével kvalifikálta magát a 2025-ös tokiói atlétikai világbajnokság maratonfutás versenyére.
A 2025. április 27-én megrendezett World 10K Bengaluru versenyen Cheptegei 27:53 perces időeredménnyel győzött, megelőzve az eritreai Saymon Tesfagiorgist (27:55) és a kenyai Vincent Lagatot (28:02). A verseny nyolcadik kilométerénél még egy ötfős élmezőny futott együtt, azonban a cél közeledtével Cheptegei fokozta a tempót, amelyet csak a 17 éves Tesfagiorgis tudott tartani. Az utolsó kilométeren kiélezett küzdelemben végül sikerült maga mögé utasítania az eritreai versenyzőt. Cheptegei a verseny utáni nyilatkozatában hangsúlyozta, hogy a fiatalabb versenyzők agresszív tempója jelentős kihívást jelentett számára, azonban a türelem és a tapasztalat végül döntő tényezővé vált. A győzelem különös jelentőséggel bírt Cheptegei számára, mivel 2014-ben ezen a versenyen debütált nemzetközi szinten. Első helyével egyúttal ő lett az első ugandai futó, aki ezen a versenyen győzedelmeskedett.

## Nemzetközi eredmények
| Uganda képviseletében |                                   |                |                    |          |              |               |       |        |
| Év                    | Verseny                           | Helyszín       | Ország             | Helyezés | Táv          | Időeredmény   | Videó | Forrás |
| 2014                  | Junior atlétikai világbajnokság   | Eugene         | USA                |          | 10 000 méter | 28:32,86      |       | [ 14 ] |
| 2014                  | Junior atlétikai világbajnokság   | Eugene         | USA                | 4.       | 5000 méter   | 13:32,84      |       | [ 15 ] |
| 2015                  | Junior atlétikai Afrika-bajnokság | Addisz-Abeba   | Etiópia            |          | 10 000 méter | 29:58,70      |       | [ 16 ] |
| 2015                  | Junior mezeifutó-világbajnokság   | Kujjang        | Kína               | 11.      | 8 kilométer  | 24:11,00      |       | [ 17 ] |
| 2015                  | Atlétikai világbajnokság          | Peking         | Kína               | 9.       | 10 000 méter | 27:48,49      |       | [ 18 ] |
| 2016                  | Olimpiai játékok                  | Rio de Janeiro | Brazília           | 6.       | 10 000 méter | 27:10,06      |       | [ 24 ] |
| 2016                  | Olimpiai játékok                  | Rio de Janeiro | Brazília           | 8.       | 5000 méter   | 13:09,17      |       | [ 25 ] |
| 2017                  | Mezeifutó-világbajnokság          | Kampala        | Uganda             | 30.      | 10 kilométer | 30:08,00      |       | [ 29 ] |
| 2017                  | Atlétikai világbajnokság          | London         | Egyesült Királyság |          | 10 000 méter | 26:49,94      |       | [ 33 ] |
| 2018                  | Nemzetközösségi játékok           | Gold Coast     | Ausztrália         |          | 5000 méter   | 13:50,83      |       | [ 36 ] |
| 2018                  | Nemzetközösségi játékok           | Gold Coast     | Ausztrália         |          | 10 000 méter | 27:19,62      |       | [ 37 ] |
| 2019                  | Mezeifutó-világbajnokság          | Aarhus         | Dánia              |          | 10 kilométer | 31:40,00      |       | [ 41 ] |
| 2019                  | Atlétikai világbajnokság          | Doha           | Katar              |          | 10 000 méter | 26:48,36      |       | [ 42 ] |
| 2021                  | Olimpiai játékok                  | Tokió          | Japán              |          | 10 000 méter | 27:43,63      |       | [ 54 ] |
| 2021                  | Olimpiai játékok                  | Tokió          | Japán              |          | 5000 méter   | 12:58,15      |       | [ 55 ] |
| 2022                  | Atlétikai világbajnokság          | Eugene         | USA                |          | 10 000 méter | 27:27,43      |       | [ 60 ] |
| 2022                  | Atlétikai világbajnokság          | Eugene         | USA                | 9.       | 5000 méter   | 13:13,12      |       | [ 62 ] |
| 2023                  | Mezeifutó-világbajnokság          | Bathurst       | Ausztrália         |          | 10 kilométer | 29:37,00      |       | [ 64 ] |
| 2023                  | Atlétikai világbajnokság          | Budapest       | Magyarország       |          | 10 000 méter | 27:51,42      |       | [ 90 ] |
| 2024                  | Mezeifutó-világbajnokság          | Belgrád        | Szerbia            | 6.       | 10 kilométer | 28:24,00      |       | [ 76 ] |
| 2024                  | Olimpiai játékok                  | Párizs         | Franciaország      |          | 10 000 méter | 26:43,14 (OR) |       | [ 79 ] |

## Egyéni legjobb idők
| Táv                          | Időeredmény | Dátum                | Helyszín   | Ország        | Verseny                       | Megjegyzés  | Videó | Forrás |
| ---------------------------- | ----------- | -------------------- | ---------- | ------------- | ----------------------------- | ----------- | ----- | ------ |
| 1500 méter                   | 3:37,36     | 2021. április 24.    | Kampala    | Uganda        | Ugandai nemzeti bajnokság     |             |       | [ 3 ]  |
| 3000 méter                   | 7:33,24     | 2021. május 19.      | Ostrava    | Csehország    | 60th Ostrava Golden Spike     |             |       | [ 52 ] |
| 2 mérföld                    | 8:07,54     | 2019. június 30.     | Stanford   | USA           | Prefontaine Classic           |             |       | [ 91 ] |
| 5000 méter                   | 12:35,36    | 2020. augusztus 14.  | Monaco     | Monaco        | Herculis                      | Világrekord |       | [ 48 ] |
| 10 000 méter                 | 26:11,00    | 2020. október 7.     | Valencia   | Spanyolország | NN Valencia World Record Day  | Világrekord |       | [ 1 ]  |
| 5 kilométer országúti futás  | 12:51,00    | 2020. február 16.    | Monaco     | Monaco        | Monaco Run 5km                | Világrekord |       | [ 5 ]  |
| 10 kilométer országúti futás | 26:38,00    | 2019. december 1.    | Valencia   | Spanyolország | 10K Valencia Trinidad Alfonso | Világrekord |       | [ 43 ] |
| 15 kilométer országúti futás | 41:05,00    | 2018. november 18.   | Nijmegen   | Hollandia     | Zevenheuvelenloop             | Világrekord |       | [ 94 ] |
| 10 mérföld országúti futás   | 45:15,00    | 2018. szeptember 23. | Amszterdam | Hollandia     | Dam tot Damloop               |             |       | [ 38 ] |
| Félmaraton országúti futás   | 59:21,00    | 2020. október 17.    | Gdynia     | Lengyelország | Félmaraton-világbajnokság     |             |       | [ 95 ] |
| Maraton országúti futás      | 2:05:59     | 2025. március 2.     | Tokió      | Japán         | Tokyo Marathon                |             |       | [ 96 ] |